# Ancient Bards
Ancient Bards — итальянская симфоник-метал группа, созданная в январе 2006 года клавишником Даниэлем Мазза.

## История

### Состав
Проект, задуманный Даниэле, стал воплощаться в жизнь в 2006 году, когда произошла встреча с бас-гитаристом Мартино Гараттони. Первый постоянный состав был сформирован в 2007 году. В него вошли: вокалистка Сара Скводрани, ударник Алессандро Каричини, гитаристы Клаудио Пьетроник и Фабио Балдуччи.
В сентябре 2010 года Алессандро покинул группу. На его замену пришел новый барабанщик — Федерико Гатти. Последнее изменение в составе произошло после выхода третьего студийного альбома группы A New Dawn Ending — по личным причинам покинул группу гитарист Фабио Балдуччи. Пока что не оглашено, кто займет позицию второго гитариста в постоянном составе группы. В 2014 году на время выступлений к группе присоединился Симоне Бертоззи, как гостящий второй гитарист.

### Альбомы
В 2010 году группа выпустила свой дебютный альбома The Alliance of the Kings Источником вдохновения, повлиявшим на стиль музыки и тексты песен, стала другая итальянская группа — Rhapsody of Fire. The Alliance of the Kings является первым альбомом трилогии The Black Crystal Sword Saga. Как итальянское так и немецкое издания журнала Metal Hammer отметили особую продуманность и проработку данного альбома. Также было отмечено некое сходство голоса вокалистки группы Сары Скводрани с голосом известной шведской певицы Anette Olzon.
Второй альбом группы был выпущен в 2011 году и называется The Soulless Child. Альбом продолжает повествование первой части трилогии The Black Crystal Sword Saga, начатое в первом альбоме. Рецензии немецкого отделения Metal Hammer и журнала Rock Hard сошлись во мнении, что у второго альбома группы просматривалось стремление к китчу. И если Metal Hammer и оставил несколько позитивных высказываний об отдельных треках альбома, то Rock Hard полностью раскритиковал второй альбом группы за отсутствие хоть каких-либо хуков.
В апреле 2014 года вышел третий студийный альбом группы — A new Dawn Ending, который стал заключением первой части трилогии The Black Crystal Sword Saga.
Начиная с 2014 года, Сара Скводрани стала выкладывать эпизоды из сюжетной линии трилогии в виде прозы на своем блоге. Каждая песня соответствовала одному эпизоду.

## Дискография

### EP
- Trailer Of The Black Crystal Sword Saga (2008)

### Альбомы
- 2010 — The Alliance of the Kings
- 2011 — Soulless Child
- 2014 — A New Dawn Ending
- 2019 — Origine - The Black Crystal Sword Saga Part 2

## Состав

### Текущий состав
- Даниэле Мазза (Daniele Mazza) — клавишные (2006 — наст.)
- Мартино Гараттони (Martino Garattoni) — бас-гитара (2006 — наст.)
- Сара Скводрани (Sara Squadrani) — вокал (2007 — наст.)
- Клаудио Пьетроник (Claudio Pietronik) — гитара (2007 — наст.)
- Федерико Гатти (Federico Gatti) — ударные (2013 — наст.)

### Приглашенные участники
- Симоне Бертоззи (Simone Bertozzi) — гитара — замещает Фабио Балдуччи (Fabio Balducci) на выступлениях 2014 года.

### Бывшие участники
- Алессандро Каричини (Alessandro Carichini) — ударные (2007—2010)
- Фабио Балдуччи (Fabio Balducci) — гитара (2007—2014)